# La Colmena, Tamaulipas
La Colmena är en ort i Mexiko.   Den ligger i kommunen Aldama och delstaten Tamaulipas, i den centrala delen av landet, 400 km norr om huvudstaden Mexico City. La Colmena ligger 132 meter över havet och antalet invånare är 126.
Terrängen runt La Colmena är platt, och sluttar söderut. Runt La Colmena är det mycket glesbefolkat, med 7 invånare per kvadratkilometer. Närmaste större samhälle är Aldama, 9,0 km öster om La Colmena. Trakten runt La Colmena består till största delen av jordbruksmark.